# 中学生の数学
『中学生の数学』（ちゅうがくせいのすうがく）は、NHK教育テレビジョンで1971年4月10日から1984年3月13日まで放送されていた中学生向けの学校放送（教科：数学）である。

## 番組史
NHKは1957年12月、NHKテレビジョン（現・NHK総合テレビジョン）の『冬休み家庭教室』枠で同名の番組を1週間限定で放送した。それから8年半後の1966年、今度はNHK教育テレビジョンで夏休みと冬休みそれぞれの時期限定の放送を行った。この期間限定放送は1969年1月まで続き、そして2年後の1971年4月にNHK教育テレビジョンでレギュラー放送を開始した。
当初はモノクロ放送だったが、1972年度から年間番組の約半分の回数をカラー化、1973年度（1973年4月）からは毎回カラー放送となった。

## 放送時間
いずれも日本標準時、別の時間帯での再放送あり。

### パイロット版
- 期間中、月曜日 - 金曜日の帯で放送。おおむね13:00 - 13:20に放送されていたが、日によっては20分遅れや40分遅れになる場合もあった。過去の内容の再放送を行った1968年8月19日（金曜日）放送分のみ11:00 - 11:20に放送。

### レギュラー版
| 期間                          | 放送時間                                                                    |
| ----------------------------- | --------------------------------------------------------------------------- |
| 1971年4月10日                 | 土曜日 09:30 - 09:50 初回のみこの時間帯に本放送。これ以後は再放送枠となる。 |
| 1971年4月12日 - 1980年3月17日 | 月曜日 13:40 - 14:00                                                        |
| 1980年4月8日 - 1982年3月16日  | 火曜日 14:40 - 15:00                                                        |
| 1982年4月6日 - 1984年3月13日  | 火曜日 14:25 - 14:45 新作の放送は1984年3月6日まで。                         |

## 出演者
- 仲田紀夫
- 吉村啓
- 八木光生
- 大木正大
- 田島一郎
- 岡本光司
- 木村真冬
- 芦沢洋三
- 三橋俊夫